# Stanley Weiner
Stanley Weiner (* 27. Januar 1925 in Baltimore; † März 1991 in Brüssel) war ein US-amerikanischer Komponist und Geiger sowie Dirigent und Musikpädagoge.

## Leben
Stanley Weiner entstammte einer russisch-jüdischen Einwandererfamilie; sein Vater war stellvertretender Konzertmeister des Baltimore Symphony Orchestra. Bereits der achtjährige Stanley trat solistisch mit dem National Symphony Orchestra Washington auf. 1947 wurde er Konzertmeister des New York Symphony Orchestra unter Leonard Bernstein und wechselte später zur Indianapolis Symphony. 1953 übersiedelte er als Violinsolist und Lehrer nach Brüssel und erhielt 1976 eine Violinprofessur an der Musikhochschule Hamburg.

## Werk
Das Œuvre Weiners, der erst als Dreißigjähriger mit dem Komponieren begonnen hatte, umfasst über 200 mit Opuszahlen versehene Orchesterwerke (darunter Humoristisches wie Schnuffibär und der Kontrabass op. 119 für Sprecher, Großes Orchester und Kontrabass solo), Kammermusik, Vokal- und Kirchenmusik. Seine Musik setzt sich bewusst von den avantgardistischen Strömungen des 20. Jahrhunderts ab und bedient sich überwiegend eines leicht zugänglichen, tonalen und melodiösen Idioms.